# آنجا لندکویست
آنجا لندکویست (انگلیسی: Anja Lundqvist؛ زادهٔ ۷ ژوئن ۱۹۷۱) هنرپیشه اهل سوئد است.